# Godslastering

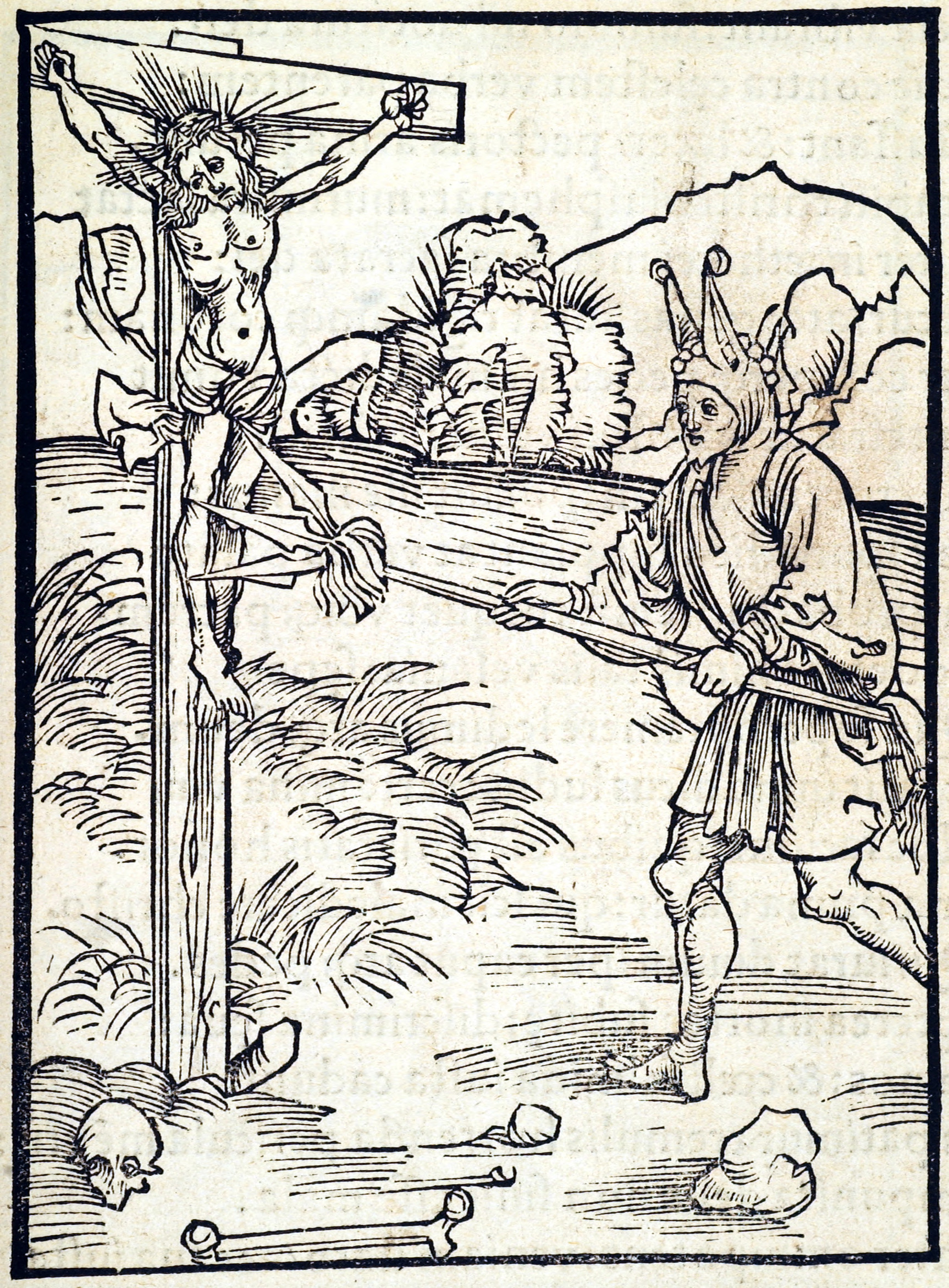
Van Blasfemie, uit Het Narrenschip, houtsnede, toegeschreven aan Albrecht Dürer

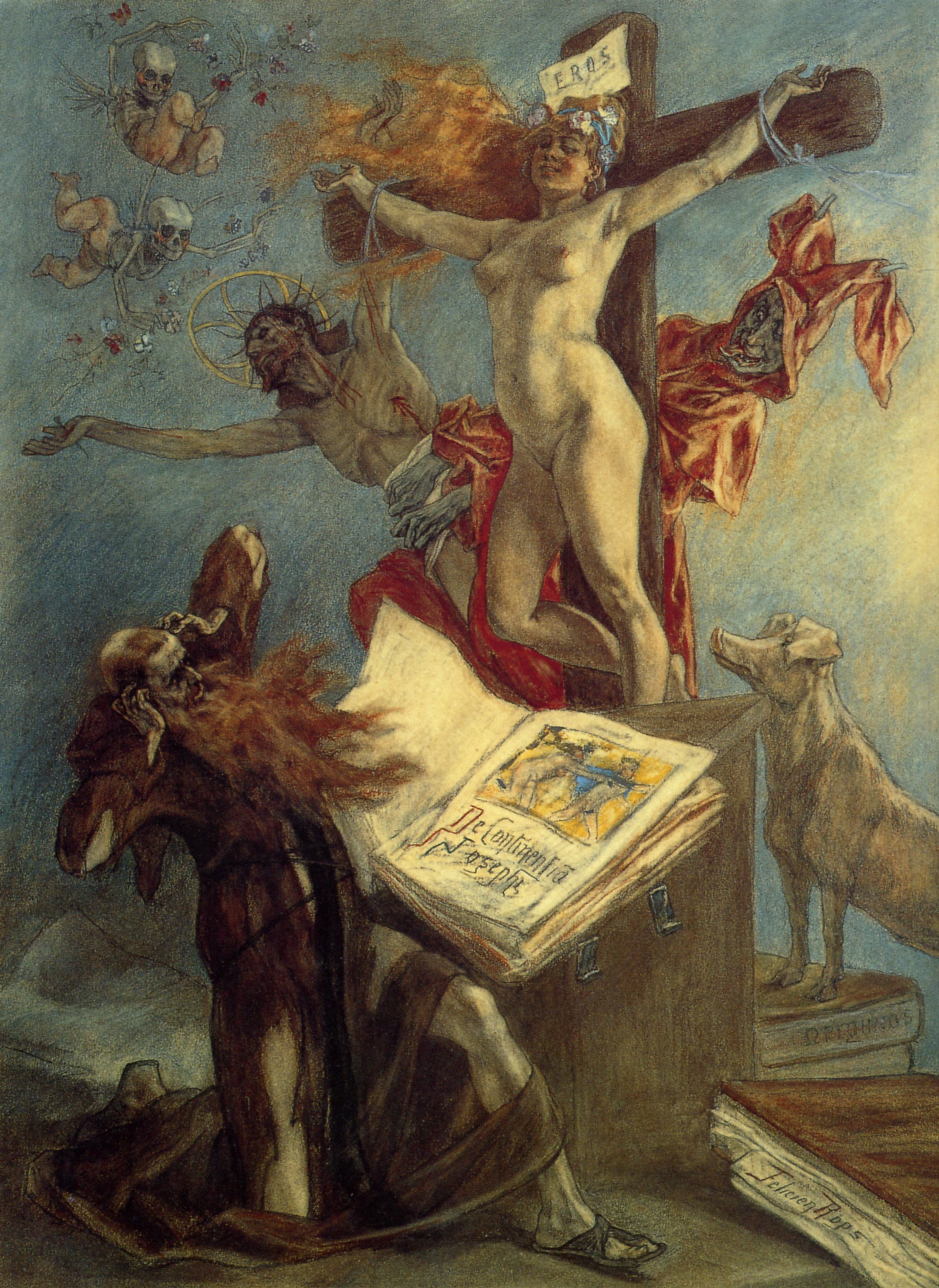
De verzoeking van de Heilige Antonius door Félicien Rops. Een voorbeeld van een godslasterlijk bedoelde pasteltekening uit het einde van de 19e eeuw.

Godslastering of blasfemie (uit het Oudgrieks: βλασφημία, van βλάπτειν, bláptein, "beledigen" en φήμη, phḕmē, "reputatie", waarvan het Latijnse blasphemia is afgeleid, letterlijk: "smaad") is het kwaadspreken van een godheid of van aan de goden gewijde zaken. Dit kan het bespotten van een god of opperwezen zijn of van godsdienstige tradities, door gesproken woord, geschrift of door andere uitingen. Ook iets zeggen of doen wat geacht wordt aan de godheid te zijn voorbehouden kan als godslastering aangemerkt worden.

## Religie en godslastering
Alle theïstische religies worden gekenmerkt door een diepe verering voor een opperwezen of voor een aantal godheden of goddelijke principes. Binnen de normen en waarden van een religie geldt de aantasting van de eer van diegene of datgene dat vereerd wordt derhalve als een zeer zwaar vergrijp. Bijvoorbeeld het antieke jodendom stelde de dood door steniging als straf op het lasteren van de naam van God. In de islam is de traditionele straf voor godslastering de doodstraf.
Daar wordt soms tegenin gebracht dat een eeuwig, almachtig en onvoorwaardelijk liefhebbend opperwezen niet door mensen tegen godslastering verdedigd hoeft te worden.
1. Een almachtige god kan - per definitie - goed voor zichzelf opkomen.
2. De meeste definities van god (die er in essentie op neerkomen dat god het grootste almachtigste onvoorwaardelijk liefhebbendste wezen is) houden impliciet in dat dit wezen, vanwege zijn aard, niet beledigd kán worden.
3. Als iemand een almachtige god wil beledigen, maar daarvan wordt weerhouden door een menselijke wet, zal de almachtige god toch zijn bedoeling kennen; het wel-willen-maar-niet-uitspreken betekent dus niets, voor een almachtige god.
4. Sommigen stellen dat de werkelijke godslastering niet wordt gepleegd door mensen die niet in (een) god geloven, maar juist door hen die zeggen god te dienen en tegelijkertijd dingen zeggen of doen, die met het eigen godsbesef in tegenspraak zijn.

## Geschiedenis
In de wet van Mozes stond op godslastering de doodstraf door steniging (Leviticus 24:13-16). Ook in het Byzantijnse Rijk en in de middeleeuwen werd godslastering met de dood gestraft. Met de Verlichting kwamen de straffen voor de godslastering als zodanig te vervallen. Wel is in sommige christelijke landen godslastering strafbaar gesteld in zover de godsdienstige gevoelens van anderen worden gekwetst.

## Strafrecht en godslastering

Landen met wetgeving tegen godslastering.
Geen blasfemiewetten
Blasfemiewetten ingetrokken
Beperkingen op regionaal niveau
Boetes en beperkingen
Gevangenisstraffen
Doodstraf

Volgens een rapport van de Commissie voor de Godsdienstvrijheid Wereldwijd van het Amerikaanse ministerie van Buitenlandse Zaken zouden in 2017 nog in 71 landen wetten tegen godslastering gelden. Een dergelijk verbod kan vanwege verschillende gronden in de nationale wetgeving zijn opgenomen:
- vanuit de gedachte dat de staat de christelijke (of de islamitische) moraal behoort te verdedigen; die gedachte kan voortkomen uit:
  - een afwijzing van de scheiding van Kerk en Staat, waarbij de overheid wordt gezien als hoedster van de Kerk of beschermer van het ware geloof,
  - of een situatie waarbij vrijwel de gehele bevolking een bepaalde godsdienst aanhangt.
- ter bescherming van de openbare orde, die in gevaar kan komen door godsdienstige onlustgevoelens en polarisatie,
- om de bevolking te vrijwaren van uitingen die als pijnlijk en krenkend worden ervaren.

De Raad van Europa, de Commissie van Venetië en het Europees Parlement hebben allemaal kritiek geuit op wetgeving tegen godslastering, en steunen de decriminalisering van dergelijke wetten.
In de westerse wereld bestaat de laatste halve eeuw de tendens om wetten tegen godslastering af te schaffen of te hervormen. De verhouding tussen deze wetten en de vrijheid van meningsuiting is regelmatig een bron van discussie. In landen waar deze wetten bestaan, wordt godslastering zelden nog door een rechter bestraft. In civiele procedures wordt soms compensatie afgedwongen voor belediging van bepaalde religieuze groeperingen.
Er bestaan anti-godslasteringwetten in diverse landen, waaronder:
- diverse staten in de Verenigde Staten (het Amerikaanse Supreme Court heeft echter bepaald dat zulke wetten ongrondwettelijk zijn)
- Tot juli 2008 in het Verenigd Koninkrijk
- Duitsland, Strafgesetzbuch Artikel 166
- Oostenrijk, Artikel 188 en 189 van het wetboek van strafrecht
- Finland, Sectie 10 van hoofdstuk 17 van het wetboek van strafrecht
- Italië eerste lid, wetboek van strafrecht
- Spanje, Artikel 525 van het wetboek van strafrecht.

## België
In België is godslastering niet strafbaar. In de 19e eeuw zijn nog enkele processen gevoerd voor het belachelijk maken van de godsdienst, tot het Hof van Cassatie in 1863 in de zaak-Edward Keym oordeelde dat de rechtsgrond daarvoor niet meer bestond. Het Besluit van de Souvereine Vorst van 23 september 1814 werd beschouwd als opgeheven.
In november 2017 zorgde een kunstwerk voor controverse. De “Heilige Koe” van Tom Herck, een beeld van een gekruisigde koe boven een melkbad, opgehangen in de (ontwijde) kerk van Kuttekoven, kwam in katholieke kringen over als kwetsend, zelfs “satanisch” en “godslasterlijk”. Voor de kunstenaar ging het echter om een “verwijzing naar de verspilling in onze maatschappij”.

## Nederland
Nederland kende tot 1 maart 2014 wettelijke verboden op godslastering. De strafbepalingen met betrekking tot godslastering gelden nog wel in Caribisch Nederland.

### Misdrijf tegen de openbare orde (1886)
Van 1 september 1886 tot 1 maart 2014 was het in Nederland wettelijk verboden godsdienstige gevoelens te krenken. Bij Wet van 4 november 1932 werd een nieuw eerste lid toegevoegd dat 'smalende Godslasteringen' strafbaar stelde.

Met gevangenisstraf van ten hoogste drie maanden of geldboete van de tweede categorie wordt gestraft:
- 1°. hij die zich in het openbaar, mondeling of bij geschrift of afbeelding, door smalende Godslasteringen op voor godsdienstige gevoelens krenkende wijze uitlaat;
- 2°. hij die een bedienaar van den godsdienst in de geoorloofde waarneming zijner bediening bespot;
- 3°. hij die voorwerpen aan eenen eeredienst gewijd, waar en wanneer de uitoefening van dien dienst geoorloofd is, beschimpt.

— Artikel 147 van het Wetboek van Strafrecht

### Wet inzake smalende godslastering (1932)

#### Achtergrond
In de marxistische (communistische) ideologie wordt godsdienst beschouwd als een roesmiddel waarmee de arbeidersklasse haar uitzichtloze situatie kan vergeten (de 'opium van het volk'). Lenin zag het tevens als een middel waarmee de kapitalistische machthebbers het proletariaat zoet houden met een belofte van een zalig hiernamaals. Deze 'opium voor het volk' zou de arbeiders afhouden van de revolutie die de communistische heilstaat zou vestigen. Het Nederlandse communistische dagblad De Tribune publiceerde tegen die achtergrond artikelen en spotprenten tegen de godsdienst, met daarin teksten als 'God beteekent imperialistische oorlog. Christus.' en 'Opium is goedkoop in deze dagen [= de kerstdagen].' Vlak voor Kerstmis 1930 publiceerde het blad een artikel dat opriep het kerstfeest af te schaffen ('Weg met het kerstfeest!'). Twee jaar later toonde het blad een spotprent waarin twee arbeiders de bijl aan het Kruis van Christus zetten.
Voor minister van Justitie Jan Donner was dit de aanleiding voor de Wet inzake smalende godslastering — die daarom ook wel de Lex Donner ('wet-Donner') werd genoemd. Op openbare godslastering in woord of beeld werd een gevangenisstraf (respectievelijk maximaal 1 en 3 maanden) of een geldboete (maximaal ƒ 100,- en ƒ 150,-) gesteld.
Donner wilde uitingen bestraffen die in haar uitdrukkingswijze zelf een honen van de persoon Gods bevatten. Kritiek leveren op God en het geloof werd door de nieuwe wet niet verboden.

#### Inhoud
De bepalingen zijn als volgt in het wetboek van strafrecht terechtgekomen:
- Onder de "Misdrijven tegen de openbare orde":
  - Artikel 147 sub 1 verbiedt 'smalende godslasteringen' als die in het openbaar geuit worden en krenkend zijn voor godsdienstige gevoelens. Dit geldt zowel voor gesproken als voor geschreven teksten en voor afbeeldingen. (maximumstraf: 3 maanden gevangenis)[16]
  - Artikel 147 sub 2 verbiedt bespotting van predikanten, priesters en dergelijke '"in de waarneming van hun bediening".
  - Artikel 147 sub 3 verbiedt beschimping van aan de eredienst gewijde voorwerpen.
  - Artikel 147a lid 1 en 2 betreft het uitgeven of ten gehore brengen van godslasterlijke publicaties. Daarop staat maximaal twee maanden gevangenis.
  - Artikel 147a lid 3 bepaalt dat iemand die binnen twee jaar herhaaldelijk wordt veroordeeld voor een dergelijke publicatie uit zijn beroep (van uitgever) gezet kan worden.
- Onder de "Overtredingen betreffende de openbare orde":
  - Artikel 429bis stelt een maand gevangenisstraf op het aan de openbare weg tonen van krenkende, godslasterlijke leuzen en afbeeldingen.[17]

### Gerard Reve
In 1966 (het jaar van zijn toetreding tot de Katholieke Kerk) moest de auteur Gerard Reve voor de rechtbank in Amsterdam verschijnen na een aanklacht wegens godslastering, wegens een passage in Nader tot U waarin Reve beschrijft hoe hij gemeenschap heeft met een als ezel geïncarneerde God.

### Theo van Gogh
De Bond tegen het vloeken heeft in 1995 tevergeefs geprobeerd de regisseur Theo van Gogh op basis van artikel 147 veroordeeld te krijgen, nadat hij 'christenhonden' voor 'supportersvereniging van die rotte vis van Nazareth' had uitgemaakt.

### Dierenbescherming
Voor de kerstperiode van 2002 zette de Dierenbescherming een campagne op tegen het eten van wilde dieren. Voor deze campagne verspreidde ze posters en ansichtkaarten waarop Maria, de moeder van Jezus, met een dood konijn werd afgebeeld, met de tekst "Zalig Kerstmis" en "Maak het niet te wild". Een aantal reclamemedia, zoals de NS en het weekblad HP/De Tijd weigerden de afbeelding te verspreiden en er werden Kamervragen over gesteld.
De Stichting Contact Rooms Katholieken diende een strafklacht in op basis van artikel 147 en 147a. In de aangifte werd opgeroepen om terug te komen van het beleid van de jaren zestig, waarin alles kon:

Cliënte is bekend met de zeer stringente interpretatie die destijds de Hoge Raad heeft gegeven aan het begrip "smalende godslastering" in het arrest HR 2 april 1968, NJ 1968;373 (het zogenaamde Ezelproces tegen de schrijver G.K. van het Reve), waarbij de schuldgraad werd opgeschroefd tot opzet met noodzakelijkheidsbewustzijn; cliënte meent – salva omni respectu - dat deze uitspraak een triest relict is van de "roaring sixties", waarin alles kon en alles mooi was, en waarvan hoognodig afstand dient te worden genomen.

### Actie SHIVA
In 2001 was er grote opschudding ontstaan in de Hindoestaanse gemeenschap over een bedrijf dat onder de naam "Shiva Entertainment CV" pornografische video's verkocht. Binnen de Hindoe-filosofie wordt met de naam "Shiva" aangeduid "Het Opperwezen"; Shiva staat synoniem voor God bij aanhangers van de Hindoe-religie. De werkgroep Agni had handtekeningen verzameld van ongeveer 28.000 personen en eiste in kort geding dat het bedrijf zijn naam zou veranderen of ophouden onder die naam porno te verspreiden. Volgens de eisers was er sprake van godslastering, van belediging en van schending van de normen ter handhaving van de openbare orde. Deze, op godsdienstige gevoelens krenkende manier van uitlaten zou in strijd zijn met de openbare orde of goede zeden. Het bedrijf voerde aan dat Shiva ook een gewone meisjesnaam is, en dat er meer bedrijven bestaan met het woord 'shiva' in de naam.
Op 2 augustus 2001 deed de Amsterdamse rechtbank uitspraak. Daarbij werd de eis afgewezen, omdat niet gebleken was dat het bedrijf de bedoeling had gehad de naam van God te gebruiken of te misbruiken.

### Politieke discussie in november 2004
Brief aan de Kamer
Op 10 november 2004 stuurden ministers Donner en Remkes een brief om de Tweede Kamer te informeren over de achtergronden van de moord op Theo van Gogh. Aan het eind van paragraaf 6.4 van die brief, Voorkomen en tegengaan van islamitische radicalisering stond:

Het kabinet heeft eerder aangekondigd dat de mogelijkheden voor verruiming van de strafbaarstelling voor belediging en godslastering, worden onderzocht. Dat onderzoek loopt nu nog. (...) Daarnaast beziet het kabinet of naast het strafrecht ook andere mogelijkheden bestaan om uitspraken op hun mogelijk beledigende karakter te toetsen. Te denken valt aan een commissie, vergelijkbaar aan de Commissie gelijke behandeling, die op verzoek van klagers uitspraken zal beoordelen.

Vervolgens komt de discussie in een stroomversnelling:
- Op het CDA-congres te Utrecht op 13 november refereerde minister Donner (CDA) aan de brief aan de Kamer en zei dat je mensen niet tot in het diepst van hun overtuiging en op grove wijze mag beledigen. Hij voegde eraan toe dat hij daarmee niet wil zeggen dat Theo van Gogh te ver is gegaan.[22]
- In het programma Buitenhof van 15 november reageerde de minister voor Vreemdelingenzaken en Integratie afwijzend:

Ik kan me niet voorstellen dat collega Donner bedoelt dat wij naar een lager incasseringsniveau moeten met zijn allen. Wij hebben hier vrijheid van meningsuiting en die moeten we gewoon bewaken
— Rita Verdonk (VVD)

- Minister De Graaf (D66, Bestuurlijke vernieuwing) stelde dat minister het lopende onderzoek naar verruiming van de strafbaarheid voor belediging en godslastering op eigen houtje zou doen en het zou bovendien in strijd zijn met het kabinetsbeleid. De Graaf beriep zich daarbij op een notitie over grondrechten, die het kabinet in mei van dit jaar naar de Tweede Kamer heeft gestuurd. Daarin wordt geconcludeerd dat de verhouding tussen rechtspraktijk en maatschappelijke praktijk het vooralsnog niet nodig maakt dat de wetsbepalingen worden gewijzigd.
- Op 15 november vragen ruim honderd columnisten, cabaretiers en andere kunstenaars aan minister Piet Hein Donner (minister van Justitie) per open brief:

Kunt u ons een definitie geven en dit toelichten met enkele voorbeelden. In warrige tijden als deze is niets zo belangrijk als helderheid en duidelijkheid.

- Op 16 november betoogt D66-Kamerlid Lousewies van der Laan in de Kamer dat het wetsartikel over godslastering beter helemaal afgeschaft kan worden. Het onderscheid tussen krenking van godsdienstige gevoelens en andere soorten van belediging zou volstrekt overbodig zijn. Andere bepalingen over belediging en kwetsing van bevolkingsgroepen zouden voldoende bescherming bieden. Zij dient daartoe op 23 november een motie in, maar deze wordt verworpen.[bron?]

### Politieke discussie in 2008 en 2009
In maart 2008 hield de Tweede Kamer een debat met de regering waaruit bleek dat zich een meerderheid aftekende om het verbod op godslastering te schrappen. De regeringspartijen CDA en ChristenUnie verklaarden zich voorstander van een handhaving. Minister Hirsch Ballin besloot daarop met een voorstel te komen. Het kabinet stelde na enkele maanden de Kamer voor om artikel 147 te schrappen, maar tegelijkertijd artikel 137c 'te verduidelijken'. Hirsch Ballin stelde voor om in dat artikel het zinnetje 'middellijke of onmiddellijke' belediging op te nemen als strafbaar. Een deel van de Kamer vond dat een onwenselijke uitbreiding van artikel 137c omdat het indirecte belediging strafbaar zou maken. In een Kamerdebat in december 2008 zei Hirsch Ballin namens de regering dat de twee elementen van zijn voorstel niet deelbaar zijn. Dit zorgde zowel bij coalitiepartners ChristenUnie en CDA, als bij de PvdA voor een dilemma. CDA en CU besloten daarop voor een motie te stemmen van de SGP die de Regering opriep om alles bij het oude te laten. Deze motie werd verworpen. Op dinsdag 20 januari 2009 werd gestemd over een motie om in ieder geval artikel 147 te schrappen. Deze motie van het lid Boris van der Ham (D66) werd aangenomen, met steun van PvdA, VVD, SP, PVV, GroenLinks, PvdD en het lid Verdonk. Dit was de eerste keer sinds invoering van het wetsvoorstel in 1932 dat een meerderheid zich uitsprak over afschaffen. In 2009 dienden de leden Van der Ham, De Wit en Teeven een initiatiefwetsvoorstel in met dezelfde strekking, namelijk het schrappen van het artikel. Op 21 mei 2011 werd bekend dat de VVD haar steun voor afschaffing van het verbod heeft ingetrokken. Naast de VVD hebben meerdere politieke politieke partijen de wet afschaffing smalende godslastering als wisselgeld gebruikt bij onderhandelingen met confessionele partijen, en is de plenaire behandeling van de wet in de Tweede Kamer pas mogelijk geworden in 2013.

### Godslastering langs de openbare weg (2010)
Sinds 10 oktober 2010 is het in Bonaire, Sint Eustatius en Saba verboden om langs de openbare weg godslasterende woorden of afbeeldingen te plaatsen.

Hij die op eene van den openbaren weg zichtbare plaats woorden of afbeeldingen stelt of gesteld houdt, die, als smalende Godslasteringen, voor godsdienstige gevoelens krenkend zijn, wordt gestraft met hechtenis van ten hoogste eene maand of geldboete van de eerste categorie.
— Artikel 448bis van het Wetboek van Strafrecht

### Schrapping per 1 maart 2014
Op 20 maart 2013 startte de Tweede Kamer der Staten-Generaal in eerste termijn van de Kamer met de behandeling van het initiatiefvoorstel van de SP en D66 tot wijziging van het Wetboek van Strafrecht in verband met het laten vervallen van het verbod op godslastering. Omdat de schrijver van de wet, Boris van der Ham, de Kamer na de ontbinding in 2012 heeft verlaten wordt het voorstel in zijn plaats verdedigd door Gerard Schouw. Op 16 april 2013 werd het wetsvoorstel met steun van de PVV, VVD, 50PLUS, D66, PvdA, GroenLinks, Partij voor de Dieren en SP door de Tweede Kamer aangenomen. De ChristenUnie, SGP en het CDA stemden tegen. Gerard Schouw en Jan de Wit hebben ingestemd met het verzoek van de voorzitter om het wetsvoorstel ook in de Eerste Kamer te verdedigen.
Op 3 december 2013 aanvaardde de Eerste Kamer het wetsvoorstel. 49 leden stemden voor het wetsvoorstel, 21 leden stemden tegen. De Eerste Kamer nam echter tegelijkertijd een motie aan die de regering verzoekt om te onderzoeken of en hoe godsdienst op een andere wijze aparte bescherming behoeft in het strafrecht. Tegenstanders van deze motie zien hierin het gevaar dat met een omweg het geschrapte artikel weer kan gaan herleven waaronder het Humanistisch Verbond en de International Humanist and Ethical Union. Per 1 maart 2014 is het verbod op smadelijke godslastering daadwerkelijk uit het Wetboek van Strafrecht geschrapt.

### Gemeentelijke vloekverboden
In 1986 vernietigde de landelijke overheid alle vloekverboden. Nadien werden vloekverboden voorzien van een uitzondering op het openbaren van gevoelens of gedachten, zoals bedoeld in artikel 7 van de Grondwet. Dit maakt het verbod op zichzelf houdbaar, maar in de praktijk is een overtreding vrijwel uitgesloten. Enkele juristen meenden desalniettemin dat vloekverboden zelf wel degelijk artikel 7 van de Nederlandse Grondwet schenden. Per oktober 2019 zijn er 14 gemeenten met een vloekverbod, maar dit heeft in de praktijk enkel een symbolische waarde. Per juni 2018 was er in alle gemeenten waar dit verbod nog geldt nog nooit een boete uitgedeeld.

## Overige westerse landen

### Verenigde Staten
In de Verenigde Staten garandeert het Eerste Amendement (First Amendment) een grote vrijheid van meningsuiting. Echter, diverse staten hebben nog steeds wetten tegen godslastering. Bijvoorbeeld, hoofdstuk 272 van de General Laws van Massachusetts stelt:

Section 36. Whoever wilfully blasphemes the holy name of God by denying, cursing or contumeliously reproaching God, his creation, government or final judging of the world, or by cursing or contumeliously reproaching Jesus Christ or the Holy Ghost, or by cursing or contumeliously reproaching or exposing to contempt and ridicule, the holy word of God contained in the holy scriptures shall be punished by imprisonment in jail for not more than one year or by a fine of not more than three hundred dollars, and may also be bound to good behavior.(Sectie 36. Wie opzettelijk de heilige naam van God lastert door loochening, vloeken of schaamteloos kwaadspreken van God, zijn schepping, regering of laatste oordeel van de wereld, of door schaamteloos kwaadspreken van Jezus Christus of de Heilige Geest, door het heilig woord van God, vervat in de heilige schrift, te vloeken of schaamteloos te belasteren of bloot te stellen aan verachting en bespotting wordt gestraft met gevangenisstraf van ten hoogste een jaar of een boete van ten hoogste driehonderd dollar waarbij goed gedrag kan worden geëist.)
— A.L.M. ch.272 §36

### Engeland

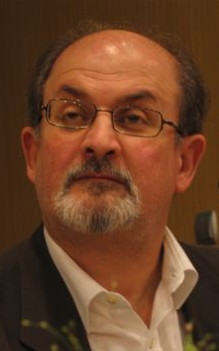
Salman Rushdie

Naar aanleiding van de publicatie van de roman De duivelsverzen door Salman Rushdie, riepen een aantal Britse moslims op om Rushdie voor godslastering te vervolgen op basis van de Britse wet, maar er werd geen aanklacht tegen hem ingediend. Dat kon ook niet, want in het Britse recht werden alleen blasfemische uitspraken bestraft die het christendom, hiermee werd de Anglicaanse Kerk bedoeld, aangaan. Naar aanleiding van deze situatie werd door sommigen gesteld dat alle religies een gelijke bescherming onder de wet zouden moeten genieten. Anderen noemden de wetten op de godslastering van het Verenigd Koninkrijk een anachronisme en stelden voor ze af te schaffen. Dit is ook gebeurd door de Criminal Justice and Immigration Act van 2008 (inwerkingtreding 8 juli 2008).

### Italië
In juli 2002 censureerde de Italiaanse overheid vijf websites, waaronder PorcaMadonna, wegens godslastering. De sites vertoonden godslasterlijke afbeeldingen en teksten. Via de sites werden ook kledingstukken met choquerende slogans verkocht. De sites werden gehost door een Amerikaanse provider, maar waren opgezet in Italië.

### Frankrijk
Het thema “godslastering” kwam tragisch in het nieuws bij de aanslagen op het satirische weekblad Charlie Hebdo in 2011 en vooral in 2015.

### Europese rechtspraak
In 1985 zou de film Het liefdesconcilie, gefilmd naar een toneelstuk van Oskar Panizza uit 1894, in een Oostenrijks filmhuis vertoond worden. In advertenties en voorpublicaties was het karakter en de inhoud van de film vooraf bekendgemaakt. De diocesaan van de Katholieke kerk diende een klacht in, waarop de film werd verboden en later onttrokken aan het verkeer wegens godslastering, wat door het Oostenrijkse Strafwetboek verboden wordt. Nadat beroep bij Oostenrijkse rechtbanken niet gehonoreerd werd, kwam de zaak voor de Europese Commissie voor de Rechten van de Mens (ECRM)
wegens schending van artikel 10 van het Europees Verdrag voor de Rechten van de Mens (EVRM) dat de vrijheid van meningsuiting beschermt. Aan de orde kwam de verhouding tussen artikel 10 van het EVRM ten opzichte van artikel 9 EVRM, dat over de vrijheid van godsdienst gaat. De commissie oordeelde, met een stemverhouding van negen tegen vijf, dat de inbeslagname een schending van artikel 10 was. Met een stemverhouding van dertien tegen één oordeelde ze dat de verbeurdverklaring een schending van dit artikel opleverde. De commissie vond daarbij van belang dat:
- het publiek van tevoren op de hoogte was gesteld van het karakter van de film, zodat het na bezichtiging ervan moeilijk gechoqueerd kon zijn;
- het feit dat het toneelstuk en het boek in Oostenrijk niet verboden waren en de film en het toneelstuk in andere landen ongestraft vertoond konden worden;
- en het werk gekarakteriseerd werd door een satirische ondertoon en dat satirische werken alleen volledig verboden mogen worden als daarvoor een zeer dringende reden is.

In 1994 kwam de zaak voor het Europese Hof voor de Rechten van de Mens (EHRM). Dit vond dat nationale overheden een behoorlijke eigen inschattingsvrijheid hebben, omdat er geen uniforme Europese opvatting van het belang van religie in de samenleving te geven is, maar dat elke inperking zorgvuldig moet worden gemotiveerd. Het oordeelde dat er ten tijde van de inbeslagname een dringende reden was om de religieuze vrede te bewaren, en dat het oordeel van de Oostenrijkse rechters voldoende gemotiveerd was. Drie van de negen rechters van het EHRM maakten echter bezwaar tegen dit oordeel, onder andere omdat zij de overweging dat door agressieve uitingen op het gebied van religie de geest van tolerantie geweld aan wordt gedaan dubieus vonden. Zou hier, zo redeneerden zij, niet juist van de overgrote meerderheid tolerantie ten opzichte van de minderheid geëist moeten worden? In hun ogen mag de vrijheid slechts beperkt worden als iemand er niet alles aan gedaan heeft anderen de ongewenste confrontatie te besparen.

### Suriname
Artikel 196, 1°, van het Wetboek van Strafrecht van Suriname bestraft de Godslastering op de openbare weg of in het openbaar. 'Met gevangenisstraf van ten hoogste drie maanden of geldboete van ten hoogste honderd twintig gulden wordt gestraft: 1o. hij die zich in het openbaar, mondeling of bij geschrift of afbeelding door smalende Godslasteringen op voor godsdienstige gevoelens krenkende wijze uitlaat.' Op grond van dit artikel is strafbaar diegene die op de openbare weg een Godslasterlijke leuze scandeert of die een Godslasterlijk spandoek omhoog houdt.
Artikel 197 van het Wetboek van Strafrecht bestraft het verspreiden, openlijk tentoonstellen of aanslaan van geschriften of afbeeldingen die, als smalende Godslasteringen, voor godsdienstige gevoelens krenkend zijn. Dit artikel bepaalt:

1. Hij die een geschrift of afbeelding, waarin uitingen voorkomen, die, als smalende Godslasteringen, voor godsdienstige gevoelens krenkend zijn, verspreidt, openlijk ten toon stelt of aanslaat, of, om verspreid, openlijk tentoongesteld of aangeslagen te worden, in voorraad heeft, wordt, indien hij weet of ernstige reden heeft om te vermoeden, dat in het geschrift of de afbeelding zodanige uitingen voorkomen, gestraft met gevangenisstraf van ten hoogste twee maanden of geldboete van ten hoogste honderd twintig gulden.
2. Met dezelfde straf wordt gestraft hij die, met gelijke wetenschap of een gelijke reden tot vermoeden, de inhoud van een zodanig geschrift openlijk ten gehore brengt.
3. Indien de schuldige een van de misdrijven omschreven in dit artikel in zijn beroep begaat en er, tijdens het plegen van het misdrijf, nog geen twee jaren zijn verlopen, sedert een vroegere veroordeling van de schuldige wegens een van deze misdrijven onherroepelijk is geworden, kan hij van de uitoefening van dat beroep worden ontzet.

— Art. 197, lid 1-3

Op grond van artikel 197 zal strafbaar zijn, bijvoorbeeld, diegene die op de openbare weg Godslasterlijke vlugschriften uitdeelt of Godslasterlijke affiches aanplakt.
Artikel 500 van het Wetboek van Strafrecht van Suriname straft diegene die op zijn eigen eigendom Godslasterlijke opschriften of afbeeldingen aanbrengt, die van op de openbare weg zichtbaar zijn. Het artikel, dat thuishoort bij de 'overtredingen', bepaalt:

Hij, die op een van de openbare weg zichtbare plaats woorden of afbeeldingen stelt of gesteld houdt, die, als smalende Godslasteringen, voor godsdienstige gevoelens krenkend zijn, wordt gestraft met hechtenis van ten hoogste een maand of geldboete van ten hoogste honderd gulden.
— Art. 500

## Islamitische wereld
Blasfemie (tajdîf), godslastering in de islam is tweeledig: het stellen van een andere godheid naast God, zowel mondeling als schriftelijk. In de Koran zijn verwijzingen naar godslastering of hetgeen als zodanig ervaren wordt. In soera De Spin 17 merkt Abraham (Ibrahim) op dat zijn mensen andere goden dan God aanbidden; dit wordt gezien als godslastering. Ook in aya 61 van dezelfde soera wordt verwezen naar godslastering, ongelovigen die moeten toegeven dat God Hij is die de hemelen en de aarde schiep. In soera De Kantelen 180 wordt opgeroepen hen die afwijken van het rechte Pad (en daarmee godslastering plegen) met rust te laten; God zal hen vergelden. Later na de openbaring van Koran werd godslastering uitgebreid. Iedere belediging tegen de islam, met name de Koran, werd gezien als een belediging jegens God.
Ook in de hadith zijn er verwijzingen naar godslastering. Zo beval Mohammed zijn volgelingen de dichters Ka'b ibn al-Ashraf en Abu Rafi te vermoorden nadat zij beledigende teksten over hem hadden geschreven. Daarnaast is er een verhaal over een slavin die Mohammed herhaaldelijk beledigde. Haar eigenaar besloot haar hiervoor om te brengen. Toen hij aan Mohammed vertelde wat er gebeurd was, werd hij vrijgesproken.
Er bestaan verschillende interpretaties van het islamitisch recht (shari'a) of er een hadd op godslastering staat. In een enkele interpretatie betekent die hadd de doodstraf. Deze straf is daadwerkelijk voltrokken in onder meer Pakistan, Iran en Afghanistan. Volgens de hanafitische rechtsschool bestaat er geen wereldse straf op blasfemie. Ook de hanbalitische rechtsschool kent geen hadd op blasfemie.
In de meeste islamitische landen is blasfemie strafbaar.

### Pakistan
De artikelen 295 B en 295 C van het Pakistaanse wetboek van strafrecht bepalen sinds 1986 dat, wanneer iemand de Koran beledigt, hij veroordeeld moet worden tot levenslang. Als iemand Mohammed onteert, wacht hem op grond van deze wet de doodstraf. In 2001 verklaarde de actiegroep Jubilee Campaign, dat deze wet in de praktijk misbruikt wordt om geschillen tussen christenen en moslims te beslechten. Extremistische moslimgroepen hitsen daarbij soms menigtes op tot buitenrechtelijke executies van de aangeklaagde persoon.
Volgens Open Doors, een stichting die zich inzet voor vervolgde christenen, zaten er in juni 2003 nog zeven christenen vast op beschuldiging van godslastering. Het Europees Parlement nam in 2009 een resolutie aan die de omstreden strafrechtartikelen, met name 295 C, veroordeelt.
Een bekend geval is dat van Asia Bibi, een christelijke vrouw die in 2010 ter dood werd veroordeeld op beschuldiging van blasfemie.

### Iran
De roman De duivelsverzen door de Britse auteur Salman Rushdie werd door vele moslims beschouwd als een godslastering tegen de islam. De Iraanse geestelijk leider ayatollah Khomeini vaardigde een fatwa, een religieuze uitspraak door een islamitische religieuze leider, uit met een oproep om Rushdie te doden, als straf voor zijn afvalligheid.